# Radio Contact
Radio Contact wurde 1980 durch die Compagnie Luxembourgeoise de Télédiffusion in Brüssel gegründet und gehörte zur RTL Belgium und bis zum 31. März 2022 war die RTL-Group der Eigentümer. Anschließend wurde der Sender von der DPG Media (Groupe Rossel) übernommen. Radio Contact zählt zu den führenden Musiksendern des französischsprachigen Landesteils mit täglich mehr als einer Million Hörern.

## Programm
Radio Contact untergliederte sich zunächst in drei Regionalsektionen: eine französische in Brüssel und der Region Wallonien, eine niederländischsprachige in Brüssel und Flandern sowie ein deutschsprachiges Programm für die Deutschsprachige Gemeinschaft Belgiens in Eupen.
Generaldirektor von Radio Contact (französisch- und niederländischsprachig) war bis September 2006 Francis Lemaire. Sein Nachfolger für das französischsprachige Programm ist Eric Adelbrecht. Das flämische Programm wurde mittlerweile eingestellt.
In Ostbelgien sendet Radio Contact seit November 1995 ein deutschsprachiges Programm, dessen Claim lautet: „Der beste Mix für das Eupener Land und die Eifel.“ Zu Beginn des Jahres 2017 übernahm die Grenz-Echo AG 51 Prozent des regionalen Radiosenders. Produziert wird das deutsche Programm von der Aktiengesellschaft Cobel D in Eupen, deren Vorstandsvorsitzender André Goebels ist. Das Programm konnte auf der UKW-Frequenz 107,0 MHz im Raum Eupen und Aachen sowie auf der Frequenz 98,0 MHz im Süden der Deutschsprachigen Gemeinschaft und Teilen der deutschen Eifel empfangen werden.
Am 26. Februar 2020 stellte der Mitbewerber Fantasy Dance FM sein Programm ein, weil ihm die UKW-Frequenz 96,7 MHz entzogen wurde. Radio Contact hatte bereits zuvor ein starkes Interesse an dieser UKW-Frequenz 96,7 MHz bekundet. Seit Juli 2021 wird auf dieser Frequenz das Programm Radio Contact – Ostbelgien NOW ausgestrahlt. Die anderen zugeteilten Frequenzen wurden bisher nicht in Betrieb genommen.

## Empfang

### UKW
Das Radioprogramm in französischer Sprache wird von folgenden Sendern übertragen:
- Arlon: 95,0 MHz
- Ath: 105,1 MHz
- Barrage de l’Eau d’Heure: 106,4 MHz
- Bastogne: 104,6 MHz
- Braine-le-Comte: 107,8 MHz
- Brüssel: 102,2 MHz
- Charleroi: 102,2 MHz
- Couvin/Philippeville: 104,7 MHz
- Dinant: 105,2 MHz
- Durbuy: 105,3 MHz
- Enghien: 105,0 MHz
- Florennes: 105,0 MHz
- Gembloux: 106,7 MHz
- Hannut: 94,0 MHz
- Huy: 96,9 MHz
- Jodoigne: 106,1 MHz
- La Louvière: 105,1 MHz
- Libramont: 107,8 MHz
- Lüttich: 102,2 MHz
- Malmedy: 104,7 MHz
- Marche-en-Famenne: 104,6 MHz
- Mettet: 107,3 MHz
- Mons: 102,0 MHz
- Mouscron: 106,8 MHz
- Namur: 104,7 MHz
- Nivelles: 106,4 MHz
- Rochefort: 98,8 MHz
- Sambreville: 107,8 MHz
- Spa: 97,7 MHz
- Thuin: 105,0 MHz
- Tournai: 101,0 MHz
- Verviers: 101,6 MHz
- Vielsalm: 107,8 MHz
- Virton: 104,8 MHz
- Waremme: 100,7 MHz
- Waterloo: 106,9 MHz
- Wavre: 105,1 MHz
- Welkenraedt: 104,9 MHz

Das Radioprogramm Radio Contact – Ostbelgien NOW in deutscher Sprache wird von folgenden Sendern übertragen:
- Eupen / Sender Kehrwegstadion: 96,70 MHz (2 kW)
- Büllingen / Am Hohen Berg: 98,00 MHz (1 kW) (geplant)
- Sankt Vith / Hünningen: 102,30 MHz (2 kW) (geplant)

Das Radioprogramm Radio Contact – Der beste Mix in deutscher Sprache wurde eingestellt und war von November 1995 bis Juli 2021 auf Sendung:
- Botrange: 98,0 MHz
- Welkenraedt: 107,0 MHz

### DAB+
Radio Contact – Ostbelgien NOW Kanal 8A  
- Sender Raeren-Petergensfeld (2 kW)
- Sender Amel / Medell-Köpp (4 kW)

Der Empfang ist zudem weltweit über das Internet möglich.

## Radio Contact Group
Diese Sender gehören oder gehörten zur Contact Group:
- Radio Contact Vlaanderen (2009 eingestellt)
- Radio Contact Wallonie
- Radio Contact Eupen
- Family Radio (inaktiv)
- Contact2 Flandern (inaktiv)
- Contact2 Wallonie (2008 eingestellt)
- BFM (Sendebetrieb wurde 2008 eingestellt)
- Radio Contact+ Wallonie (2008 eingestellt, seither nur noch Internet-Livestream)
- Radio Contact Rumänien (nun Kiss FM Bukarest)
- Radio Contact+ Vlaanderen